# Ighoud
Ighoud (en àrab إيغود, Īḡūd; en amazic ⵉⵖⵓⴷ, Iɣud) és una comuna rural de la província de Youssoufia, a la regió de Marràqueix-Safi, al Marroc. Segons el cens de 2014 tenia una població total de 22.870 persones.